# 마파두부
마파두부(중국어 간체자: 麻婆豆腐, 병음: mápó dòufu)는 쓰촨성에서 유래한 대표적인 중국 요리이다. 마파두부는 두반장을 베이스로 한 밝고 기름진 매운 소스를 곁들인 두부와 더우츠, 그리고 잘게 다진 고기가 주요 재료이며, 전통적으로 고기는 소고기를 쓴다. 남방개, 양파, 그리고 다른 채소나 목이가 들어가는 변형도 존재한다. 한 기록에 따르면 쓰촨성의 성도인 청두에서 1254년부터 존재한 것으로 알려져 있다.

## 이름 및 역사
"마"는 mázi, 麻子에서 따온 것으로, 이것은 마마자국을 의미하며, "파"는 늙은 여성이나 할머니를 의미하는 婆에서 유래했다. 이에 따라 "마파"는 마마자국이 있는 나이든 여성을 의미하며, 때때로 마파두부를 "마마 자국이 있는 할머니의 두부"로 번역하는 경우도 있다.

## 같이 보기
- 중국 요리
- 쓰촨 요리
- 궁바오지딩